# Brand-Børge rykker ud
Brand-Børge rykker ud er en dansk film fra 1976, instrueret af Ib Mossin efter manuskript af Sven Methling.

## Medvirkende
- Axel Strøbye
- Kai Løvring
- Sonja Oppenhagen
- Poul Bundgaard
- Elga Olga Svendsen
- Ulf Pilgaard
- Niels Hinrichsen
- Preben Mahrt
- Baard Owe
- Gotha Andersen
- Else Petersen
- William Kisum
- Kirsten Passer